# Matthias Mieves

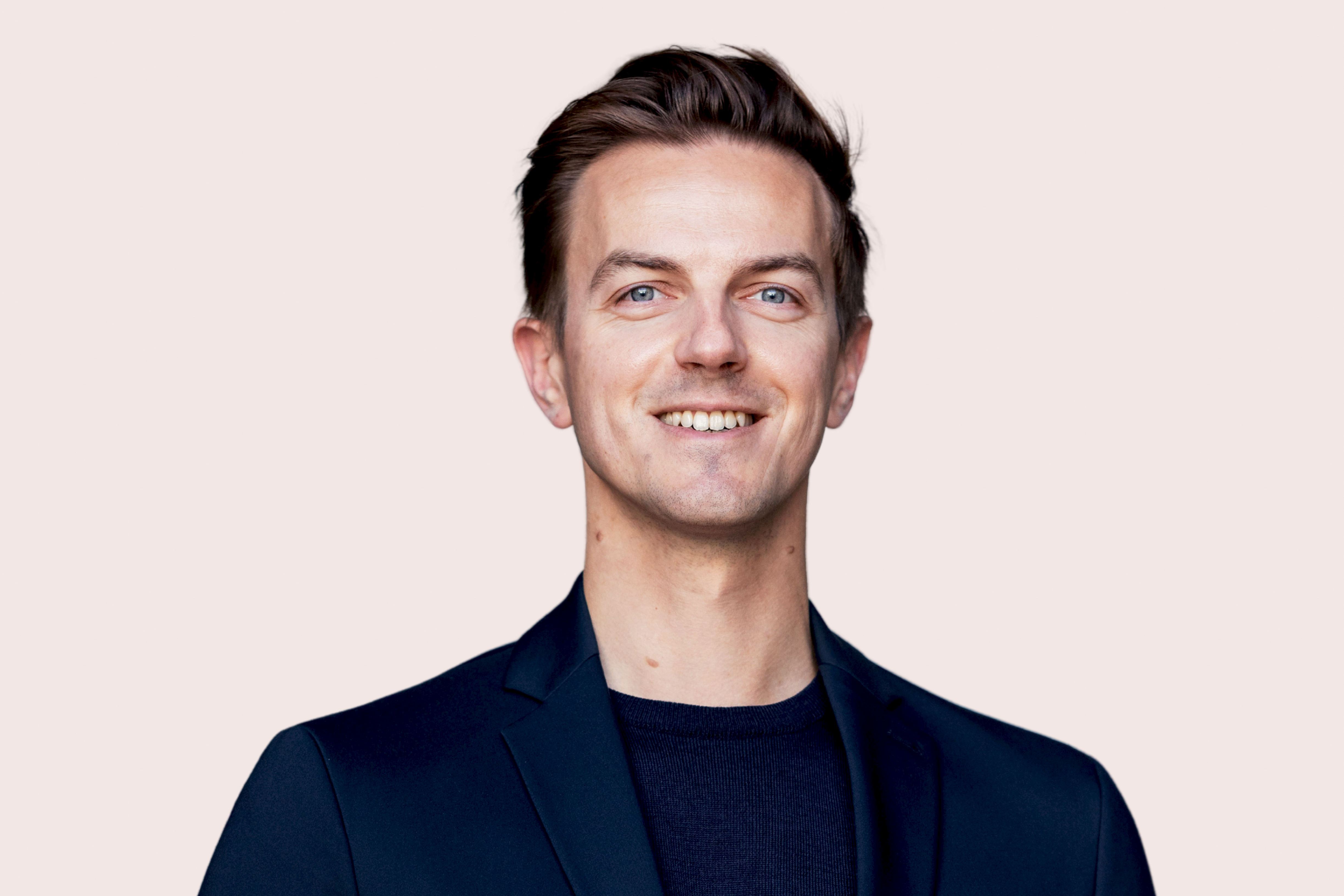
Matthias Mieves (2023)

Matthias David Mieves (* 30. Dezember 1985 in Zweibrücken) ist ein deutscher Politiker (SPD) und seit 2021 direkt gewähltes Mitglied des Deutschen Bundestages für den Wahlkreis Kaiserslautern.

## Ausbildung und Beruf
Mieves besuchte von 1992 bis 1996 die Grundschule Miesau, dann bis 2005 das Sickingen-Gymnasium in Landstuhl. 2005 absolvierte er seinen Zivildienst und war Wahlkreismitarbeiter der SPD-Bundestagsabgeordneten Lydia Westrich. Danach studierte er von 2006 bis 2010 Betriebswirtschaftslehre mit interkultureller Qualifikation/Anglistik an der Universität Mannheim. Er  erhielt Studienförderung der Hans-Böckler-Stiftung. 2008 hatte er ein Auslandssemester an der Universität Sydney und 2009 an der Päpstlichen Katholischen Universität von Peru. 2010 schrieb er seine Diplomarbeit bei der Deutschen Telekom und schloss das Studium als Diplom-Kaufmann ab.
Von 2011 bis 2012 absolvierte er sein Trainee-Programm bei der Telekom. Danach arbeitete er bis 2014 bei der Deutschen Telekom im Center for Strategic Projects. Seit 2012 ist er Mitgründer und Miteigentümer der sanabene GmbH für ambulante Intensivpflege. Von 2014 bis 2018 war er Leiter für Geschäftsentwicklung, Vertrieb und Marketing im Bereich Smart Home bei der Telekom.

## Politische Tätigkeiten
Seit 2002 ist Mieves Mitglied bei der SPD. Von 2004 bis 2009 war er Gemeinderat in Bruchmühlbach-Miesau.
Bei der Bundestagswahl 2021 gewann er das Direktmandat im Bundestagswahlkreis Kaiserslautern mit 33,9 % der Erststimmen und zog damit in den 20. Deutschen Bundestag ein. Zudem kandidierte er auf Platz 9 der Landesliste der SPD Rheinland-Pfalz.
Bei der Bundestagswahl 2025 verteidigte Mieves mit 28,0 % das Direktmandat im Wahlkreis Kaiserslautern vor dem AfD-Kandidaten Sebastian Münzenmaier, obwohl die SPD als Partei im Wahlkreis auf nur noch 20,5 Prozent kam und damit deutlich hinter der AfD lag. Mieves gelang es 2025 damit zudem als einzigem SPD-Kandidaten aus den drei südlichen Bundesländern Rheinland-Pfalz, Bayern und Baden-Württemberg, ein Direktmandat zu gewinnen. Mieves ist im 21. Deutschen Bundestag, wie bereits in der vorhergehenden Legislaturperiode, ordentliches Mitglied des Digitalausschusses und des Gesundheitsausschusses. Außerdem ist er stellvertretendes Mitglied des Verkehrsausschusses.

## Mitgliedschaften
Matthias Mieves ist seit 2004 Mitglied bei ver.di und Greenpeace. Zudem ist er Mitglied der überparteilichen Europa-Union Deutschland, die sich für ein föderales Europa und den europäischen Einigungsprozess einsetzt.

## Privates
Mieves wuchs in der Westpfalz im Ort Bruchmühlbach-Miesau (Ortsteil Miesau) auf. Mieves ist verheiratet.